# Zipárion
Zipárion är en ort i Grekland.   Den ligger i prefekturen Nomós Dodekanísou och regionen Sydegeiska öarna, i den sydöstra delen av landet, 300 km öster om huvudstaden Aten. Zipárion ligger 42 meter över havet och antalet invånare är 2 706. Den ligger på ön Kos.
Terrängen runt Zipárion är kuperad söderut, men norrut är den platt. Havet är nära Zipárion norrut.Runt Zipárion är det tätbefolkat, med 257 invånare per kvadratkilometer. Närmaste större samhälle är Kos, 7,8 km öster om Zipárion. Trakten runt Zipárion består till största delen av jordbruksmark.